# Antonia Ringbom
Antonia Elisabeth Ringbom, född 14 november 1946 i Helsingfors, är en finländsk illustratör och regissör. 
Ringbom har studerat konst vid Fria målarskolan i Helsingfors och i Paris och har en utbildning i humanistisk kandidatexamen 1973. Hon var frilansredaktör för barnprogrammen vid Finlands rundradios svenska verksamhet 1969–1988 och har blivit känd som barnboksillustratör och animationsfilmare inom barnfilm och teater. Hon har även arbetat som lärare i drama, regissör samtsom grundare och arrangör av Hangö teaterträff, en veckolång årligen återkommande festival för den alternativa finlandssvenska teatern, vilken har ordnats i Hangö sedan 1992. 
Ringbom har därtill arbetat mycket för barnkulturen och lett skapande verkstäder inom illustration och drama sedan 1960-talet, arrangerat animationsverkstäder med framgång bland barn i Afrika, bland annat i Rwanda och Sydafrika. Hon har varit medlem av Hangö stads kulturnämnd 1975–1992, av Hangö stadsfullmäktige 1977–1988 samt av direktionerna för Hangö sommaruniversitet (1980–1988), Västra Nylands folkhögskola (1980–1986) och av skärgårdsdelegationen 1980–1984. Hon har hållit separatutställningar sedan 1977 och tilldelats bland annat Hangö stads kulturpris 1990 och Svenska kulturfondens kulturpris 1994.